# Antony Noghès
Antony Noghès (Principato di Monaco, 13 settembre 1890 – Principato di Monaco, 2 agosto 1978) è stato un dirigente sportivo monegasco.
È noto per essere il fondatore del Gran Premio di Monaco e a lui si deve anche l'invenzione della bandiera a scacchi, principale simbolo delle corse motoristiche che sancisce la fine della gara. Nelle prime gare a inizio XX secolo inizio e fine gara venivano indicati con la bandiera del Paese ospitante e per questo nel Principato di Monaco si usava la bandiera nazionale bianca e rossa. Tuttavia questi colori potevano confondersi con le bandiere di segnalazione utilizzate durante la gara. I piloti pertanto chiesero un cambiamento e Noghès capì che serviva una bandiera totalmente diversa dalle altre e, durante una partita a scacchi, ideò l'iconica bandiera con trama a quadri bianchi e neri proprio come la scacchiera.

## Biografia
Antony Noghès era il figlio di Alexandre Noghès, che fondò l'Automobile Club de Monaco modificandone il nome da "Sport vélocipédique Monegasque". Contemporaneamente Antony divenne commissario generale del club, e venne incaricato di convincere la Federazione Internazionale dell'Automobile a integrare questo nuovo club automobilistico al suo interno. La sua richiesta tuttavia venne rifiutata.
Antony Noghès è stato un funzionario responsabile della distribuzione del tabacco a Monaco.
Oltre ad aver partecipato alla creazione del Rally di Monte Carlo nel 1911, Antony Noghès ebbe l'idea, negli anni '20, di organizzare una corsa per le strade del Principato. Ideò il tracciato prendendo consiglio in particolare dal giovane pilota locale Louis Chiron e dall'ingegnere Jacques Taffe. A parte la zona delle piscine, il percorso non è stato modificato nel tempo. La Société des bains de mer de Monaco accettò di finanziare il suo progetto.
Il primo Gran Premio di Monaco si svolse nel 1929. Successivamente al lancio del Gran Premio, le iscrizioni all'Automobile Club di Monaco aumentarono rapidamente. Il circuito ha fatto parte del primo Campionato mondiale di Formula 1 del 1950 e, prima del 2020, era stato disputato ininterrottamente dal 1955.
Nel 1940, Antony Noghès succedette a suo padre come presidente dell'Automobile Club di Monaco, carica che mantenne fino al 14 aprile 1953.
Negli anni '60 si è impegnato nella vita politica del comune diventando membro del Consiglio nazionale di Monaco.
Nel 1979 la "curva del gasometro", l'ultima prima del rettilineo dei box, fu ribattezzata "curva Antony Noghès". Per il centenario dalla sua nascita (1990), La Poste Monegasque fece stampare un francobollo in suo omaggio.
Antony Noghès è il nonno del giornalista Yann-Antony Noghès.

## Vita privata
Antony Noghès è stato sposato con Marie Markellos-Petsalis, da cui ebbe tre figli (una femmina e due maschi). Suo figlio Alexandre è stato sposato con Antonietta di Monaco dal 1951 al 1954, dalla quale ha avuto tre figli. L'altro suo figlio, Gilles, è stato l'ambasciatore di Monaco presso l'Organizzazione delle Nazioni Unite.